# Distretto di Orcotuna
Il distretto di Orcotuna  è uno dei diciassette distretti della provincia di Concepción, in Perù. Si trova nella regione di Junín e si estende su una superficie di 44,75 chilometri quadrati.